# Resolutie 82 Veiligheidsraad Verenigde Naties
Resolutie 82 van de Veiligheidsraad van de Verenigde Naties werd op
25 juni 1950 aangenomen. Negen leden stemden
voor, geen enkel lid stemde tegen en alleen Joegoslavië onthield
zich.

## Achtergrond
Korea was lange tijd bezet geweest door Japan. Na het verlies van dat land in de
Tweede Wereldoorlog was het noorden in bezetting genomen door de Sovjet-Unie en het zuiden
door de Verenigde Staten. Men wilde de twee delen herenigen, maar dat was door de
Koude Oorlog tussen de USSR en de VS niet mogelijk. Beide grootmachten steunden
namelijk het door henzelf bezette gedeelte.
Op 25 juni 1950 viel Noord-Korea het Zuiden binnen in een poging het te veroveren.

## Inhoud
De Veiligheidsraad memoreerde aan het besluit van de Algemene Vergadering in haar resolutie 293 (1949), dat de regering van de Republiek Korea de enige wettige is in het gebied dat door de Tijdelijke VN-Commissie in Korea geobserveerd kon worden (Zuid-Korea). Ook was hierin besloten dat deze regering als enige regering in Korea het resultaat was van verkiezingen waarbij het electoraat zijn vrije wil kon uiten.
De Veiligheidsraad haalde de zorgen aan die de Algemene Vergadering had geuit in haar resoluties resolutie 195 (1948) en 293, over:
- - De gevolgen als VN-lidstaten hun acties tegen het doel van de VN om Korea (Noord- en Zuid-) te verzelfstandigen en verenigen niet stoppen.
  - De situatie in Korea die de veiligheid en het welzijn van de Republiek Korea en haar inwoners in het geding bracht en die kon leiden tot een openlijk militair conflict.

De Veiligheidsraad was ernstig bezorgd over de militaire aanval van Noord-Korea op de Republiek (Zuid-) Korea. Vastgesteld werd dat deze actie (de aanval) een inbreuk op de vrede was.

### I
- Er werd gevraagd om een onmiddellijk einde aan de vijandelijkheden.
- Noord-Korea werd verzocht zich terug te trekken tot de 38ste breedtegraad.

### II
- De Veiligheidsraad vroeg de VN-Commissie in Korea:

a. Zo snel mogelijk aanbevelingen te doen.
b. De terugtrekking van Noord-Koreaanse troepen gade te slaan.
c. De Veiligheidsraad op de hoogte te houden over de uitvoering van deze resolutie.

### III
- Aan alle lidstaten om de VN werd gevraagd zo veel mogelijk bij te staan bij het ten uitvoer brengen van deze resolutie en geen hulp aan de Noord-Koreaanse autoriteiten te verschaffen.

## Verwante resoluties
- Resolutie 83 Veiligheidsraad Verenigde Naties oordeelde dat de aanval een inbreuk op de vrede was.
- Resolutie 84 Veiligheidsraad Verenigde Naties vroeg de leden Zuid-Korea onder Amerikaans commando militair te steunen.
- Resolutie 85 Veiligheidsraad Verenigde Naties vroeg noodhulp voor de Koreaanse bevolking.
- Resolutie 88 Veiligheidsraad Verenigde Naties vroeg Chinese vertegenwoordiging bij de discussie over een rapport van het commando.

Lijst ·  79 ·  80 ·  81 ·  82 ·  83 ·  84 ·  85 ·  86 ·  87 ·  88 ·  89